# Église Saint-André de Pica
L'église Saint-André de Pica (espagnol : Iglesia de San Andrés de Pica), également connue sous le nom d'église de Pica, est une église catholique située à Pica, ville de la province du Tamarugal et de la région de Tarapacá, au Chili. Elle est protégée depuis le 5 octobre 1977 au titre des monuments nationaux du Chili.